# Barbus fritschii
Barbus fritschii là một loài cá vây tia thuộc họ Cyprinidae.
Loài này chỉ có ở thượng nguồn sông ngòi của Maroc.
Môi trường sống tự nhiên của chúng là sông ngòi.